# Municipio de Jackson (condado de Bartholomew)
El municipio de Jackson (en inglés: Jackson Township) es un municipio ubicado en el condado de Bartholomew en el estado estadounidense de Indiana. En el año 2010 tenía una población de 949 habitantes y una densidad poblacional de 17,62 personas por km².

## Geografía
El municipio de Jackson se encuentra ubicado en las coordenadas 39°3′53″N 86°2′13″O / 39.06472, -86.03694. Según la Oficina del Censo de los Estados Unidos, el municipio tiene una superficie total de 53.87 km², de la cual 53,42 km² corresponden a tierra firme y (0,85 %) 0,46 km² es agua.

## Demografía
Según el censo de 2010, había 949 personas residiendo en el municipio de Jackson. La densidad de población era de 17,62 hab./km². De los 949 habitantes, el municipio de Jackson estaba compuesto por el 98,84 % blancos, el 0,32 % eran afroamericanos, el 0,21 % eran amerindios, el 0,11 % eran asiáticos, el 0,42 % eran de otras razas y el 0,11 % eran de una mezcla de razas. Del total de la población el 0,53 % eran hispanos o latinos de cualquier raza.